# Luke Combs

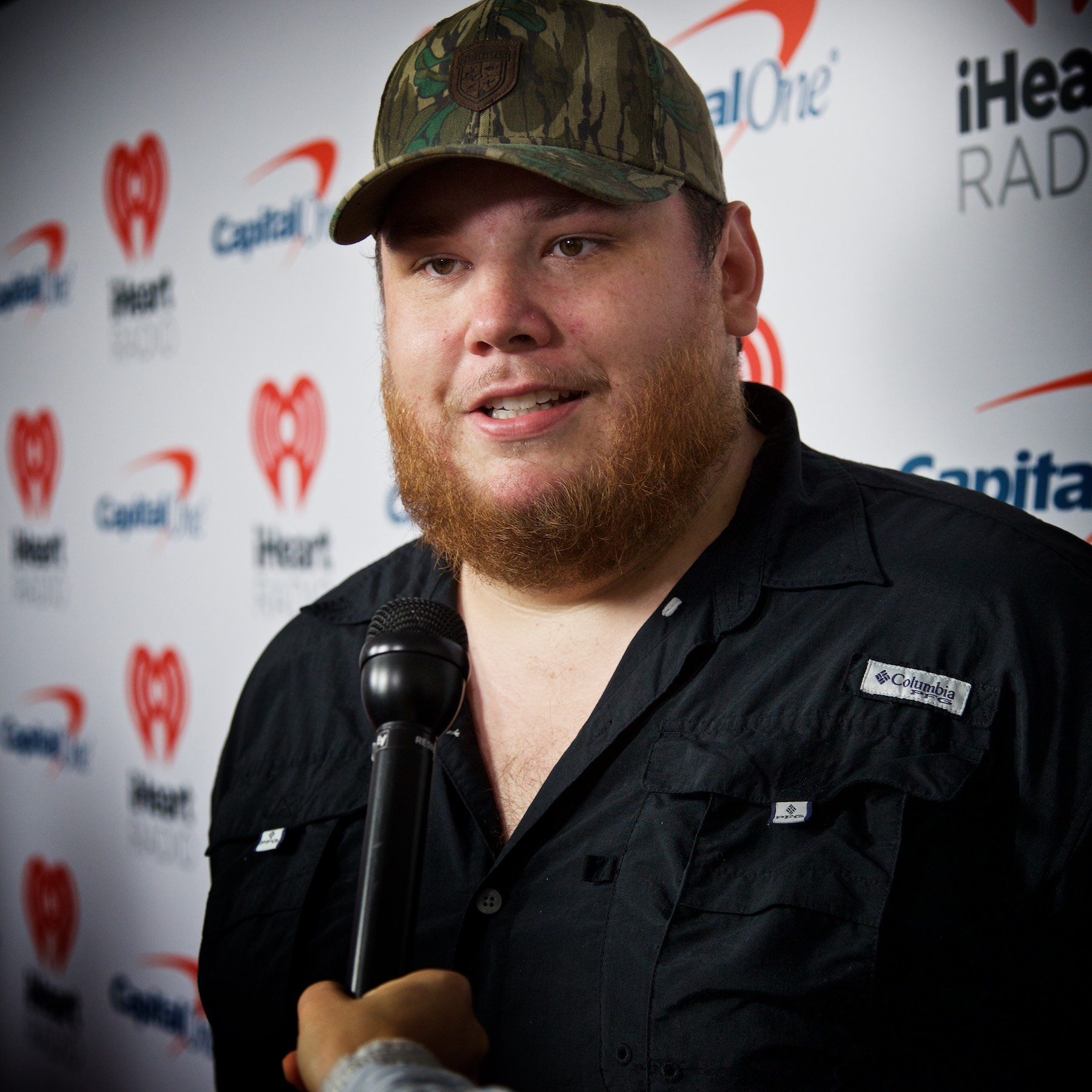
Luke Combs (2016)

Luke Albert Combs (* 2. März 1990 in Charlotte, North Carolina) ist ein US-amerikanischer Country-Sänger.

## Biografie
Luke Combs wuchs in North Carolina auf und sang schon von Kind an. Auch in der Schulzeit gehörte er Gesangsgruppen an und im College begann er schließlich, eigene Musik zu machen. Nach der Schule veröffentlichte er 2014 zwei selbst produzierte EPs. Enthalten war unter anderem der Song Hurricane, der sich zu einem iTunes- und Radiohit entwickelte und ihm in kürzester Zeit zu einem Plattenvertrag mit Columbia verhalf. Ende 2015 erschien die EP This One’s for You und stieg auf Anhieb nicht nur in die Country-, sondern auch in die offiziellen Albumcharts ein.
Als Hurricane 2016 noch einmal von Columbia als Single veröffentlicht wurde, stieg das Lied bis auf Platz 1 Country-Airplay-Charts und Platz 31 der Singlecharts. Es wurde mit 3-fach-Platin ausgezeichnet. Die Songs When It Rains It Pours und One Number Away waren ähnlich erfolgreich und gehörten alle zum Debütalbum von Combs, ebenfalls This One’s for You benannt, das im Juni 2017 erschien. Es stieg auf Platz 1 der Country- und auf Platz 4 der offiziellen Charts ein und bekam Platin. Anfang 2018 erschien eine erweiterte Version des Albums mit fünf zusätzlichen Songs unter dem Titel This One’s for You Too.
2019 wurde er Mitglied der Grand Ole Opry. Im Januar 2020 heiratete er seine langjährige Verlobte Nicole Hocking. 2023 gewann er bei den Country Music Association Awards den Preis für die beste Single für seine Coverversion des Songs Fast Car von Tracy Chapman.  Beide zusammen sangen Fast Car live bei der Verleihung der Grammy Awards 2024 am 4. Februar 2024. Kurz danach erreichte Fast Car die Spitze der iTunes Top Songs Hitliste – 36 Jahre nach seiner Erstveröffentlichung.

## Diskografie
Studioalben

| Jahr | Titel Musiklabel                                                                 | Höchstplatzierung, Gesamtwochen, AuszeichnungChartplatzierungen (Jahr, Titel, Musiklabel, Platzierungen, Wochen, Auszeichnungen, Anmerkungen) | Höchstplatzierung, Gesamtwochen, AuszeichnungChartplatzierungen (Jahr, Titel, Musiklabel, Platzierungen, Wochen, Auszeichnungen, Anmerkungen) | Höchstplatzierung, Gesamtwochen, AuszeichnungChartplatzierungen (Jahr, Titel, Musiklabel, Platzierungen, Wochen, Auszeichnungen, Anmerkungen) | Höchstplatzierung, Gesamtwochen, AuszeichnungChartplatzierungen (Jahr, Titel, Musiklabel, Platzierungen, Wochen, Auszeichnungen, Anmerkungen) | Anmerkungen                                                                        |
| Jahr | Titel Musiklabel                                                                 | CH | UK | US | Country | Anmerkungen                                                                        |
| ---- | -------------------------------------------------------------------------------- | --- | --- | --- | --- | ---------------------------------------------------------------------------------- |
| 2017 | This One’s for You / This One’s for You Too River House Artists LLC / Sony Music | — | UK83 Gold · (2 Wo.)UK | US4 ×6Sechsfachplatin · (… Wo.)US | Country1 (… Wo.)Country | Erstveröffentlichung: 2. Juni 2017 Verkäufe: 6.870.000; Charteinstieg UK erst 2023 |
| 2019 | What You See Is What You Get River House Artists LLC / Sony Music                | CH96 (1 Wo.)CH | UK27 Gold · (2 Wo.)UK | US1 ×5Fünffachplatin · (266 Wo.)US | Country1 (… Wo.)Country | Erstveröffentlichung: 8. November 2019 Verkäufe: 5.275.000                         |
| 2022 | Growin’ Up River House Artists LLC / Sony Music                                  | CH53 (1 Wo.)CH | UK9 Silber · (2 Wo.)UK | US2 Platin · (80 Wo.)US | Country1 (116 Wo.)Country | Erstveröffentlichung: 24. Juni 2022 Verkäufe: 1.270.000                            |
| 2023 | Gettin’ Old River House Artists LLC / Sony Music                                 | CH64 (1 Wo.)CH | UK5 Gold · (19 Wo.)UK | US4 Platin · (… Wo.)US | Country2 (… Wo.)Country | Erstveröffentlichung: 24. März 2023 Verkäufe: 1.345.000                            |
| 2024 | Fathers & Sons Seven Ridges Records / Sony Music                                 | CH56 (2 Wo.)CH | UK14 (3 Wo.)UK | US6 (10 Wo.)US | Country2 (18 Wo.)Country | Erstveröffentlichung: 14. Juni 2024                                                |